# Le Venin de la peur
Pour les articles homonymes, voir Carole.
Pour plus de détails, voir Fiche technique et Distribution.
Le Venin de la peur ou Carole (Una lucertola con la pelle di donna) est un giallo italo-franco-espagnol réalisé par Lucio Fulci et sorti en 1971.
Le film suit une jeune femme, Carole Hammond, qui est suspectée d'avoir assassiné sa voisine débauchée, Julia Durer. Elle a en effet rêvé de l'avoir tuée, au cours de ses nombreux cauchemars érotiques dans lesquels elle assouvit tous ses fantasmes et ses perversions, mais, prise dans sa dépendance au LSD, elle n'arrive plus à discerner le rêve de la réalité. Est-il possible qu'elle soit vraiment une meurtrière ?

## Synopsis
Carole Hammond est la fille du célèbre avocat Edmond Brighton, qui se présente aux élections. Elle est aussi l'épouse du jeune avocat Frank, qui travaille dans le bureau de son beau-père. Elle semble mener une vie tranquille et monotone, bien qu'elle soit obsédée par la belle Julia Durer, une voisine qui mène une vie dissolue. Au cours d'une séance avec le psychanalyste, Carole raconte qu'elle a rêvé de tuer Julia. Le jour même, celle-ci est retrouvée morte exactement comme dans son rêve.
L'inspecteur Corvin commence l'enquête et bientôt des indices le conduisent à soupçonner Carole. Cependant, Edmond, afin de protéger sa fille, révèle à la police qu'il a reçu un appel anonyme quelques jours auparavant l'informant que son gendre trompait Carole avec une autre femme. Edmond est convaincu que Frank, qui était présent au moment de l'appel, a mis en scène le meurtre de Durer exactement comme décrit dans les notes de rêve de Carol, afin de faire arrêter sa femme et d'éviter un scandale personnel.
Entre-temps, Carole est traquée par deux hippies, un homme et une femme, qu'elle croit avoir vus dans son rêve. Ils la retrouvent dans le sous-sol d'un bâtiment abandonné, puis sur le toit où ils tentent en vain de la tuer. Peu après, ils sont retrouvés par Joan, la fille du premier mariage de Frank. Afin d'innocenter son père, Joan tente de tirer les vers du nez des deux hippies, mais ceux-ci la tuent. Corvin arrête les hippies, qui avouent qu'ils étaient chez Durer la nuit du meurtre, mais qu'ils ne se souviennent d'absolument rien à cause du LSD qu'ils ont consommé. Cependant, lorsqu'ils ont entendu parler du meurtre et de la façon dont Carole et Joan leur posaient tant de questions, ils auraient pris peur qu'on les accuse et auraient alors résolu de les tuer.
Corvin interroge Carole sur l'appel téléphonique qu'elle a reçu de son père et découvre quelque chose qui ne colle pas : la jeune fille dit avoir appris l'appel téléphonique par son père, mais semble ne pas savoir si Frank est au courant, alors qu'à l'inspecteur Edmond lui-même avait confirmé la présence de l'homme. Peu de temps après, Edmond se suicide en laissant un mot dans lequel il s'accuse du meurtre de Julia. Mais Corvin se rend compte que la véritable coupable est Carole elle-même. Elle avait en fait une liaison avec Julia, et cette dernière a menacé de la faire chanter ; le même appel téléphonique qu'Edmond a reçu a été passé par Julia devant Carole. Un soir, elle se rend donc chez sa maîtresse et la tue ; remarquant les deux hippies, elle s'enfuit et le lendemain, elle raconte au psychanalyste ce qui s'est passé, faisant passer cela pour un rêve afin de dissimuler le crime et d'éviter le scandale qui les aurait engloutis, elle et son père.

## Fiche technique
- Titre français : Carole (sortie initiale en 1976) ; Les salopes vont en enfer (reprise avec ajouts pornographiques en 1979) ; La Femme-serpent ; Le Venin de la peur (sortie DVD)[1]
- Titre original italien : Una lucertola con la pelle di donna (litt. « Un lézard avec une peau de femme »)
- Titre espagnol : Una lagartija con piel de mujer
- Réalisation : Lucio Fulci
- Scénario : Lucio Fulci, Roberto Gianviti, José Luis Martínez Mollá, André Tranché et Ottavio Jemma (non crédité), d'après une histoire de Lucio Fulci et Roberto Gianviti
- Direction artistique : Román Calatayud
- Décors : Roberto Granieri
- Costumes : Maurizio Chiari
- Photographie : Luigi Kuveiller
- Montage : Giorgio Serrallonga
- Musique : Ennio Morricone
- Production : Edmondo Amati
- Sociétés de production : Apollo Films, Atlántida Films, Les Films Corona
- Pays de production :  Italie /  France /  Espagne
- Langue originale : italien
- Format : couleur (Technicolor) - 35 mm - 1,85:1 - mono
- Genre : giallo
- Durée : 98 minutes
- Dates de sortie :
  - Italie : 17 février 1971
  - Espagne : 15 octobre 1971
  - France : 21 juillet 1976 (et reprise en 1979 avec inserts pornographiques[1])
- Classification :
  - France : Interdit aux moins de 18 ans

## Distribution
- Florinda Bolkan (VF : Nita Klein) : Carol Hammond
- Stanley Baker (VF : Raymond Loyer) : l'inspecteur Corvin
- Jean Sorel (VF : lui-même) : Frank Hammond
- Silvia Monti : Deborah
- Alberto de Mendoza (VF : Bernard Murat) : le sergent Brandon
- Penny Brown (it) (VF : Béatrice Delfe) : Jenny, la jeune hippie
- Mike Kennedy : Hubert
- Edy Gall : Joan Hammond
- George Rigaud (VF : Gabriel Cattand) : le Dr Kerr
- Ezio Marano (it) (VF : Robert Marcy) : Lowell, le policier scientifique
- Franco Balducci : McKenna
- Ersi Pond (it) : Mme Gordon
- Luigi Antonio Guerra (it) (VF : Albert Augier) : un policier
- Gaetano Imbró (VF : Michel Paulin) : l'autre policier
- Leo Genn (VF : Jean-Paul Moulinot) : Edmond Brighton
- Jean Degrave (VF : lui-même) : le directeur de la clinique (non crédité)
- Basil Dignam (VF : René Bériard) : le commissaire McCloud (non crédité)
- Piero Nistri (VF : Gérard Hernandez) : le chauffeur (non crédité)
- Anita Strindberg (VF : Évelyn Séléna) : Julia Durer (non créditée)

## Production
Il s'agit du deuxième giallo de Lucio Fulci, après Perversion Story, qui avait été bien accueilli par le public. Jean Sorel, déjà protagoniste du film précédent, revient en tant qu'acteur, tandis que Carole est interprétée par Florinda Bolkan. Fulci avait choisi La gabbia (litt. « La Cage ») comme titre du film, mais la production a imposé Una lucertola con la pelle di donna (litt. « Un lézard avec la peau d'une femme ») pour surfer sur le succès de la Trilogie animalière de Dario Argento, composée de L'Oiseau au plumage de cristal, Le Chat à neuf queues et Quatre Mouches de velours gris.
La séquence dans laquelle Bolkan est soudainement attaquée par un groupe de chauves-souris a attiré les louanges de Mario Bava, le maître du giallo italien. Le film est peut-être plus célèbre pour une scène dans laquelle Mme Hammond ouvre la porte d'une pièce remplie de chiens qui font apparemment l'objet d'expériences. C'est une scène de vivisection sur des chiens avec leur cœur et leurs entrailles qui palpitent encore. La scène a coûté au réalisateur un procès intenté par une société de protection des animaux, que Fulci a gagné en prouvant qu'il s'agissait de faux chiens, créés par les effets spéciaux de Carlo Rambaldi. Le garçon hippie Hubert est joué par Mike Kennedy, à l'époque chanteur du célèbre groupe de rock Los Bravos. 

### Tournage
Le film a été tourné en extérieurs à Londres (Trafalgar Square, Alexandra Palace (Muswell Hill), Old Bailey, St. James's), Woburn (abbaye de Woburn) et aux studios Dear de Rome,.

## Thèmes
Tourné en pleine période psychédélique, l'intrigue tordue du film va à l'encontre de tous les clichés du genre : peu de meurtres, des retournements de situations qui n'ont rien de gratuit, une psychologie particulièrement fouillée et des relations complexes entre les personnages, qui détiennent tous un secret.
Après Perversion Story qui se référait à Sueurs froides, ce film-ci serait aussi influencé par Hitchcock, spécifiquement La Maison du docteur Edwardes, ainsi que par Répulsion de Roman Polanski. « Mais si l'ombre de Hitchcock persiste dans le fond psychanalytique du film, on pourrait également être chez un Fritz Lang pop tant Fulci semble faire reposer son intrigue sur la psychanalyse, la frustration, le retour du refoulé. Pas de rêve imaginé par Dali ici, c'est Bacon qui le remplace avec l'irruption dans un des songes de Carole d'un cygne au corps ouvert qui sort du tableau posé à la tête de son film. Une image qui ramène bien évidemment au sexe féminin, au désir frustré de Carole, comme ces chiens éventrés qui sont filmés comme des vagins ».
Mais les scénaristes prennent in fine un malin plaisir à prendre le contre-pied des théories freudiennes, celles-ci venant servir les desseins du criminel. « Ils utilisent la vague du cinéma psychologique comme un élément narratif, une manière de manipuler le récit et le spectateur. Mais enivré par son audace narrative, trop heureux de jouer avec le public, le film rencontre un problème dans sa résolution. En effet, la révélation finale vient complètement à l'encontre de la mise en scène qui la précédait et qui pour le coup s'avère n'avoir été que manipulation éhontée, mensonge orchestré pour nous mener sur de fausses pistes successives pour nous surprendre en dernier ressort. ».
Pour Loïc Blavier de Tortillapolis, le film est un règlement de comptes : « À l'entame des années 70, Fulci rejette le flower power, tout comme il réfute la respectabilité des bourgeois. Les deux sont renvoyés dos à dos, et la psychanalyse freudienne n’est finalement que la drogue des élites ». Il fait remarquer que Fulci n'est pas adepte de rationalisation et que le film est à la lisière du fantastique. À l'instar de ce qu'il fera dans La Longue Nuit de l'exorcisme avec la même Florinda Bolkan, « Fulci brocarde l’hypocrisie des conservateurs et prouve ici que leurs fantasmes secrets ne sont finalement entravés que par un écran de fumée, la bienséance, pouvant très vite s’écrouler ».
Quant à la mise en scène, Thomas Grigon de Critikat estime qu'elle vise d'abord à montrer que les relations entre les images sont incertaines et toujours soumises à des interprétations contradictoires, permettant ainsi d’aboutir à une sorte d’épochè où les corps et l’espace sont rendus à leur pure présence plastique.

## Accueil critique
Il Mereghetti attribue 2 étoiles sur 4 au film, citant en positif les « éclairs de talent visuel », « l'excellente musique d'Ennio Morricone (dans une veine expérimentale) et la photographie de Luigi Kuveiller », en négatif l'intrigue sans logique et les effets spéciaux « inutiles et laids de Carlo Rambaldi ».
Selon Olivier Père, « Il s'agit sans conteste de l’un des meilleurs films du cinéaste italien, souvent critiqué ou méprisé en raison de son cynisme et de sa fascination pour la violence, mais dont on ne peut négliger l’originalité de son style, avec une approche personnelle, moderne et même savante du fantastique et de l’inconscient dans ses films les plus ambitieux »

## Bande originale
La bande originale a été composée par Ennio Morricone. Le premier enregistrement de la bande son remonte à 1971 : il s'agissait d'un EP promo imprimé par RCA sur disque acétate pour la circulation interne de la Rai. La bande sonore complète a été publiée pour la première fois par Screen Trax en 1996 en format CD. Elle a depuis été réédité de nombreuses fois par d'autres maisons de disques, dont General Music, Dagored et Beat Records Company.